# BürgerStiftung Hamburg
Die BürgerStiftung Hamburg ist eine Bürgerstiftung in Hamburg.

## Geschichte
Sie wurde als Gemeinschaftsstiftung von Hamburgern für Hamburger im Jahr 1999 gegründet und lebt von der Idee des zivilgesellschaftlichen Engagements. Jeder kann unter dem Motto „Menschen verbinden – Zukunft stiften“ mitwirken.

## Organisation
Bei der Stiftung engagieren sich ehrenamtlich rund 300 Hamburger mit unterschiedlichen Aufgaben, beispielsweise Büroarbeiten, Bankgeschäfte, Projektevaluation, die Betreuung von Treuhandstiftungen, die Organisation von Veranstaltungen oder die Mittelaufbringung. Rund 25 hauptamtliche Mitarbeiter arbeiten bei der Stiftung. Neben der Entwicklung und Durchführung eigener Projekte legt die Stiftung einen Schwerpunkt darauf, Projekte anderer auf Antrag zu fördern. Alle Projekte werden geprüft, möglichst langfristig gefördert und regelmäßig evaluiert.
Die Stiftung hat wie die meisten Bürgerstiftungen einen weit gefassten Stiftungszweck. Aktuell aber fördert sie Kinder- und Jugendprojekte in sozial benachteiligten Stadtteilen.
Sie trägt das Gütesiegel für Bürgerstiftungen des Bundesverbandes Deutscher Stiftungen, ist eine der ersten ihrer Art in Deutschland und erfüllt die „10 Merkmale einer Bürgerstiftung“.

## Stiftungskapital
Durch mehrere Zustiftungen wuchs das Grundstockvermögen der Stiftung bis 2022 auf 54,4 Millionen Euro. Die Rücklagen wurden auf 7,9 Millionen Euro erhöht werden.
Die Stiftung betreut 15 Treuhandstiftungen mit einem Stiftungskapital von 13,2 Millionen Euro zum Jahresende 2022 unter ihrem Dach: August Mohr Stiftung, Blankenburg´sche Hamburg-Stiftung, Böge-Stiftung, Dieter Lück Jugend-Stiftung, Stiftung Esperanza, Gila und Jürgen Grabosch Stiftung, Gudrun Halbrock Stiftung zum Wohle der Kinder, Hamburg Ahoi Stiftung, Stiftung Hamburg Verbundenheit, Hans-Joachim Mausolf Stiftung, HGJ Mebus/RÄDER-VOGEL-Stiftung, Inge & Georg Nordmann Stiftung, Karl Andreas Voss Erben Stiftung, Kröger Stiftung Jens und Maren Kröger sowie Stiftung Marienhöhe.
Inklusive dieser Treuhandstiftungen verwaltet die BürgerStiftung Hamburg ein Stiftungsvermögen von 75,2 Millionen Euro.

## Projektförderung
Ihre Projektförderung erhöhte sie von 3,4 Mio. Euro im Jahr 2021 auf 4,9 Mio. Euro im Jahr 2022. Insgesamt wurden im Jahr 2022 497 Projekte gefördert.
Um ihren breit aufgestellten Stiftungszweck gerecht zu werden, hat die Stiftung verschiedene Themenfonds geschaffen, die sich auf die unterschiedlichen Aspekte in der Hamburger Förderlandschaft fokussieren.

## Zustiftung
Zustiftungen fließen direkt in den Kapitalstock der Stiftung und helfen dem Stiftungszweck:
- Veronika und Vincenz von Raffay Zustiftung (2007), Stiftungszweck: identisch mit der Satzung der BürgerStiftung
- Eckart Kümmell Zustiftung (2011), Stiftungszweck: Förderung von vornehmlich Kindern und Jugendlichen
- Heike-Donau-Erbslöh-Zustiftung (2011), Stiftungszweck: Förderung bildungsbenachteiligter Kinder und Jugendlicher
- Ingeburg Delank Zustiftung (2013), Stiftungszweck: entspricht der Satzung der BürgerStiftung Hamburg
- Hans Weisser Zustiftung (2016 und 2018), Stiftungszweck: Förderung von Projekten im Bereich Kinder- und Jugendbildung
- Margot und Ernst Noack Zustiftung (2017), Stiftungszweck: Jugend- und Altenhilfe, Kunst und Kultur, Wissenschaft und Forschung, Bildung und Erziehung sowie Umwelt- und Naturschutz
- Waltraut und Dieter Klekacz Zustiftung (2019), Stiftungszweck: Kunst und Kultur, insbesondere die Förderung von Künstlerinnen und Künstlern
- Helga Groth Zustiftung (2019), Stiftungszweck: Natur-, Umwelt- und Tierschutz in Hamburg sowie die Jugend-Umweltbildung
- Wilhelm Stüwe Zustiftung (2019), Stiftungszweck: Altenhilfe, öffentliches Gesundheitswesen und -pflege, Umwelt- und Naturschutz sowie mildtätige Zwecke
- Jens Steineke Zustiftung (2019), Stiftungszweck: Natur- und Umweltschutz in Hamburg und seinem norddeutschen Umland, sowie Jugendhilfe
- Clemens De Grahl Zustiftung (2021), Stiftungszweck: Förderung des Natur- und Umweltschutzes in Hamburg und seinem norddeutschen Umland sowie Jugendhilfe